# コヴァ・リマ県
コヴァ・リマ県（テトゥン語：Kovalima、葡: Cova Lima）は、東ティモールの県。同国の南西部に位置する。1,226 km2に2008年の推計で6万2764人が暮らす。県都は首都ディリから136km行ったところに位置するスアイ。ファトゥルリク、ファトゥメアン、フォホレム、ズマライ、マウカタル、スアイ、ティロマルの七地区から成る。
南でティモール海に面し、北でボボナロ県、東でアイナロ県、西でインドネシアの東ヌサ・トゥンガラ州と接する。

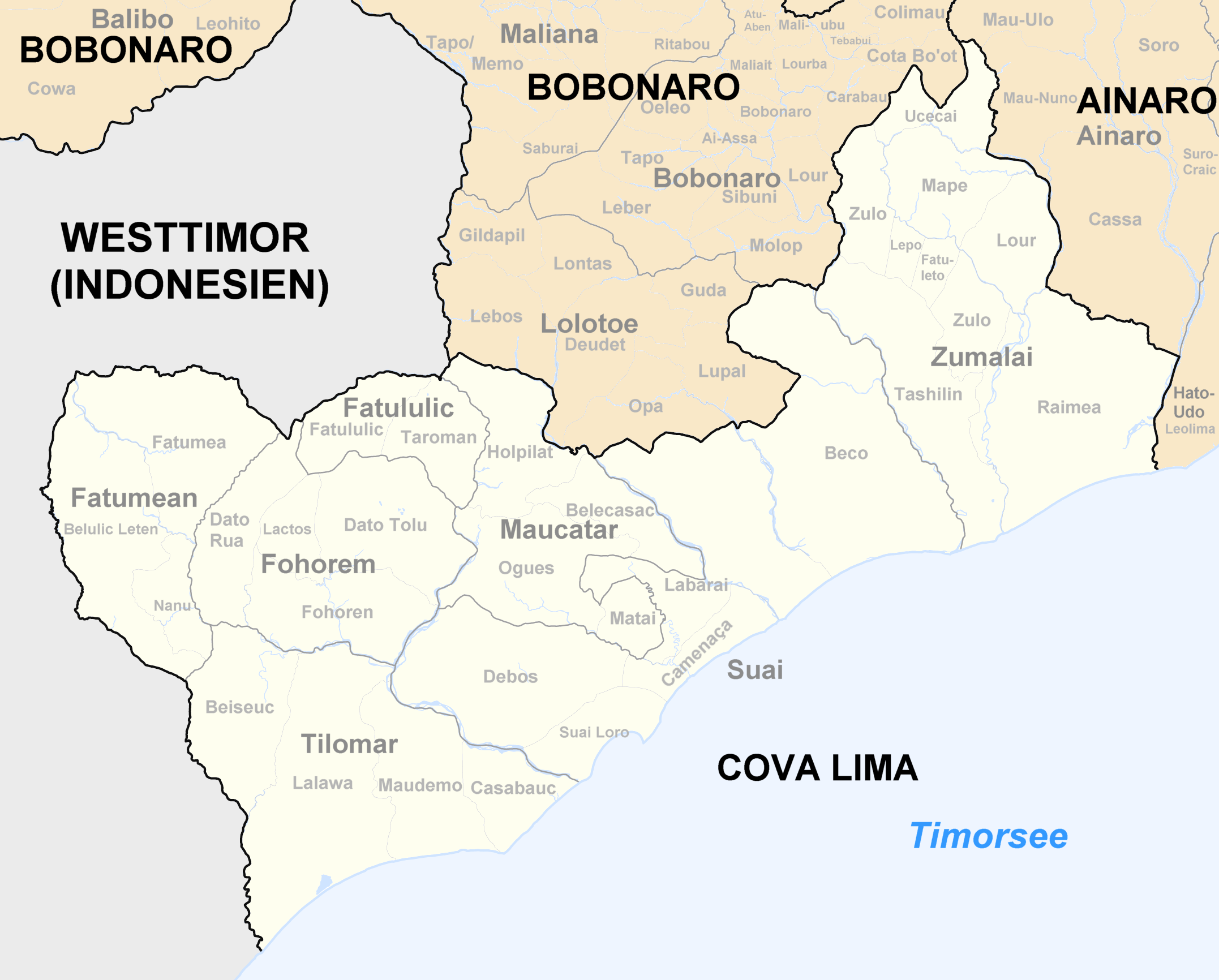
県内の地区
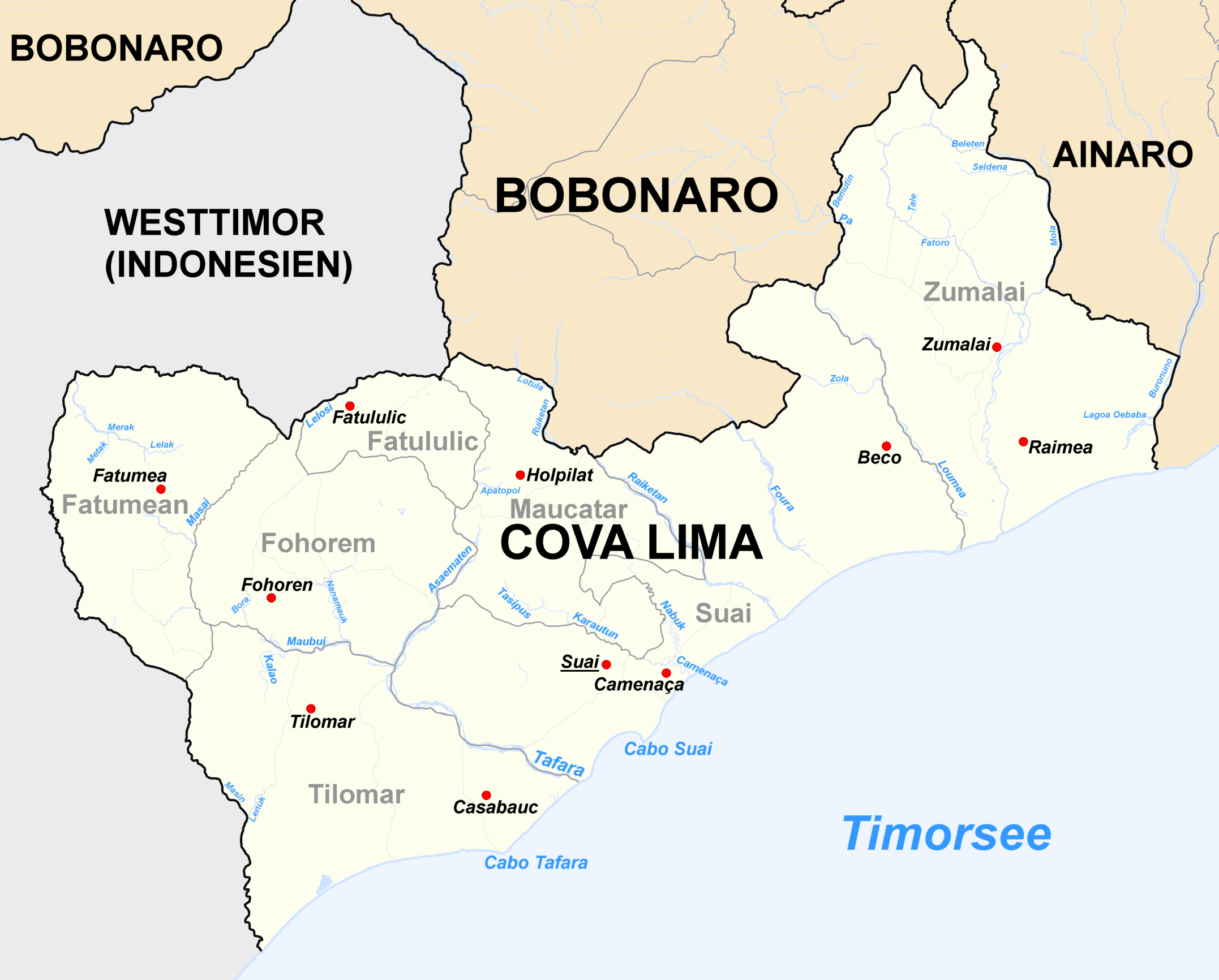
県内の都市と河川

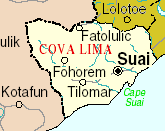
2003年以前の境界線
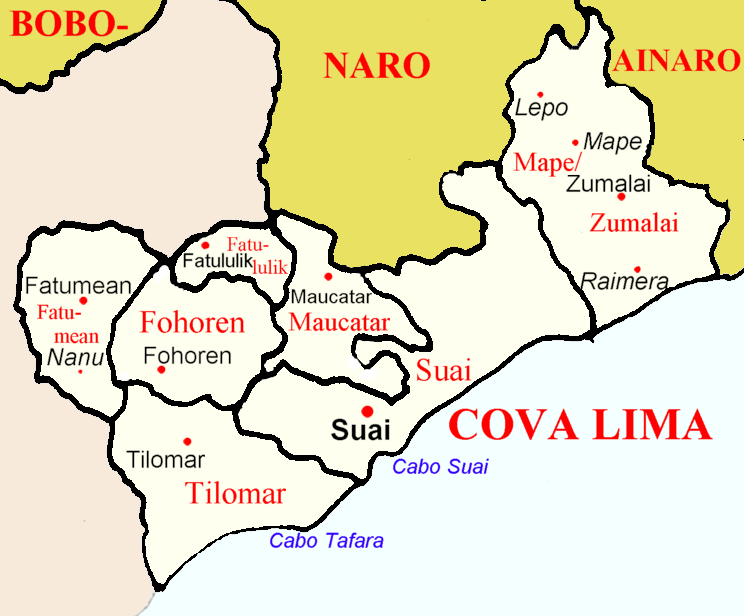
2003年以降の境界線